# Euagathis fortipes
Euagathis fortipes är en stekelart som beskrevs av Granger 1949. Euagathis fortipes ingår i släktet Euagathis och familjen bracksteklar. Inga underarter finns listade i Catalogue of Life.